# Баграт VI
эристави Баграт VI, в Имеретии царь Баграт II (род. 1439— ум. 1478), царь Имеретии (1463—1466), представитель имеретинской ветви династии Багратионов. Сын царевича Георгия и внук грузинского царя Константина I.

## Биография
Из-за связей с противником царской власти Кваркваре II Джакели в 1462 году царь Грузии Георгий VIII лишил Баграта VI власти в Кутаиси, Имеретии. Но Баграт восстал против действий Георгия и в 1463 году в бою под Чихори одолел Георгия VIII и объявил себя царем Имеретии. В 1465 году воспользовавшись тем что Кваркваре II Джакели пленил Георгия VIII перешел в Картли и в 1466 году объявил себя царем Грузии.
В 1477 году в Грузию вошла армия государства Ак-Коюнлу под предводительством Узун-Хасана, которая заняла Тбилиси, Гори и всю картлийскую низменность. Баграт VI подписал договор, а также заплатил дань, но вскоре после смерти Узун-Хасана в 1478 году враг оставил Грузию.

## Семья
Был женат на Елене (ум. 3 ноября 1510), от брака с которой имел трех сыновей: Вахтанг (умер в детстве), Александр II и Давид.